# Dusona splenditor
Dusona splenditor är en stekelart som beskrevs av Hinz 1985. Dusona splenditor ingår i släktet Dusona och familjen brokparasitsteklar. Inga underarter finns listade i Catalogue of Life.